# Lijst van oorlogsmonumenten in Hengelo
In de Nederlandse gemeente Hengelo bevinden zich 19 oorlogsmonumenten. Hieronder een overzicht.
| Nr.  | Object                              | Herdachte groep                                                                                              | Ontwerper                            | Onthulling      | Type            | Locatie                      | Plaats  | Coördinaten                   | Foto                            |
| ---- | ----------------------------------- | --- | ------------------------------------ | --------------- | --------------- | ---------------------------- | ------- | ----------------------------- | ------------------------------- |
| 4    | Plaquette in het NS-station (1)     | burgerslachtoffers, verzet Nederland                                                                         | Ir. H.G.J. Schelling, dhr. Winkelman |                 | plaquette       | Stationsplein, 7551 CN       | Hengelo | 52° 15' 44" NB, 6° 47' 40" OL | Plaquette in het NS-station (1) |
| 5    | Monument in de Machinefabriek Stork | militairen in dienst van het Ned. Kon. 1940-1945, burgerslachtoffers, vervolgden Nederland, verzet Nederland |                                      |                 | plaquette       | Industrieplein, 7533 LL      | Hengelo | 52° 15' 40" NB, 6° 47' 34" OL |                                 |
| 383  | Niet Vergeten                       | burgerslachtoffers                                                                                           | Ruurd Hallema                        | 4 april 1995    | plaquette       | Wemenstraat, 7551 ET         | Hengelo | 52° 15' 58" NB, 6° 47' 40" OL | Niet Vergeten                   |
| 384  | Bevrijdingsmonument                 | algemeen | Janny Brugman-de Vries               | 5 mei 1949      | reliëf          | Troelstraplein, 7556 EE      | Hengelo | 52° 16' 23" NB, 6° 47' 7" OL  | Bevrijdingsmonument             |
| 385  | Monument in het gemeentehuis        | verzet Nederland                                                                                             | Remco Campert                        | 29 april 1993   | glas-in-lood    | Burg. Jansenplein 1, 7551 EC | Hengelo | 52° 15' 57" NB, 6° 47' 30" OL |                                 |
| 466  | Herdenkingsmonument                 | allen | Pieter de Monchy                     | 3 april 1965    | beeld/sculptuur | Burg. Jansenplein 1, 7551 EC | Hengelo | 52° 15' 57" NB, 6° 47' 30" OL | Meer afbeeldingen               |
| 2100 | Plaquette in de Lambertuskerk       | overig |                                      |                 | plaquette       | Enschedesestraat 1, 7551 EE  | Hengelo | 52° 15' 55" NB, 6° 47' 36" OL |                                 |
| 2101 | Plaquette bij firma Tasche          | overig |                                      |                 | plaquette       | Enschedesestraat 10, 7551 EM | Hengelo | 52° 15' 54" NB, 6° 47' 37" OL |                                 |
| 2102 | Plaquette bij Stichting Oald Hengel | burgerslachtoffers, overig                                                                                   |                                      |                 | plaquette       | Beekstraat 51, 7551 DP       | Hengelo | 52° 15' 50" NB, 6° 47' 32" OL |                                 |
| 2104 | Monument aan de Bataafse Kamp       | verzet Nederland                                                                                             |                                      | 13 oktober 1992 | boom            | Bataafse Kamp, 7551 HN       | Hengelo | 52° 15' 51" NB, 6° 47' 51" OL |                                 |
| 2106 | Monument voor Theo van Loon         | verzet Nederland                                                                                             |                                      |                 | kruis           | Grobbenweg, 7555 PP          | Hengelo | 52° 16' 24" NB, 6° 46' 25" OL |                                 |
| 2107 | Monument voor Karel Gerard          | verzet Nederland                                                                                             |                                      |                 | kruis           | Breemarsweg 359, 7555 HA     | Hengelo | 52° 15' 13" NB, 6° 46' 38" OL | Monument voor Karel Gerard      |
| 2328 | Plaquette in het NS-station (2)     | burgerslachtoffers (Jacob Oost)                                                                              | Ir. H.G.J. Schelling, dhr. Winkelman | 22 juni 1948    | plaquette       | Stationsplein, 7551 CN       | Hengelo | 52° 15' 44" NB, 6° 47' 40" OL | Plaquette in het NS-station (2) |
| 2375 | Herdenkingszuil                     | vervolgden Nederland                                                                                         | Henk Lassche                         | 4 mei 2005      | zuil            | Burg. Jansenplein 1, 7551 EC | Hengelo | 52° 15' 57" NB, 6° 47' 30" OL |                                 |
| 2628 | Monument in het politiebureau       | burgerslachtoffers, verzet Nederland                                                                         |                                      |                 | plaquette       | Willemstraat 74, 7551 DN     | Hengelo | 52° 15' 53" NB, 6° 47' 21" OL |                                 |
| 3199 | Monument op de Joodse begraafplaats | vervolgden Nederland                                                                                         |                                      |                 | gedenksteen     | Dennenbosweg 44, 7556 CH     | Hengelo | 52° 16' 10" NB, 6° 47' 37" OL |                                 |
|      | Stolpersteine                       | vervolgden Nederland                                                                                         | Gunter Demnig                        |                 | reliëf          |                              |         |                               |                                 |

## Verdwenen oorlogmonumenten
(De coördinaten en andere locatiegegevens zijn van bij de oorspronkelijke plek waar het monument zich bevonden zou hebben volgens de database van het Nationaal Comité 4 en 5 mei.)
| Nr.  | Object                                                                        | Herdachte groep    | Ontwerper | Onthulling | Type      | Locatie              | Plaats  | Coördinaten                   | Foto |
| ---- | ----------------------------------------------------------------------------- | ------------------ | --------- | ---------- | --------- | -------------------- | ------- | ----------------------------- | ---- |
| 2103 | Plaquette                                                                     | burgerslachtoffers |           |            | plaquette |                      | Hengelo |                               |      |
| 2105 | Plaquette bij het inmiddels gesloopte kantoor van NV Energiebedrijf IJsselmij | verzet Nederland   |           |            | plaquette | Spoorstraat, 7551 CA | Hengelo | 52° 15' 45" NB, 6° 47' 32" OL |      |

Almelo ·
Borne ·
Dalfsen ·
Deventer ·
Dinkelland ·
Enschede ·
Haaksbergen ·
Hardenberg ·
Hellendoorn ·
Hengelo ·
Hof van Twente ·
Kampen ·
Losser ·
Oldenzaal ·
Olst-Wijhe ·
Ommen ·
Raalte ·
Rijssen-Holten ·
Staphorst ·
Steenwijkerland ·
Tubbergen ·
Twenterand ·
Wierden ·
Zwartewaterland ·
Zwolle